# Palacio de los Fernández-Villa (Espinosa de los Monteros)
El palacio de los Fernández-Villa es un palacio renacentista que empezó a construirse a mediados del siglo XVI. Se adosa a una casa-fortaleza anterior. El conjunto del edificio se organiza en torno a dos grandes torres y una inflexión en la parte central. El elemento más señalado por lo cuidado de las formas es el cubo occidental, el adosado a la construcción gótica, que abre al interior una portada adintelada, flanqueada por columnas estriadas, apeadas sobre elevado pódium y rematadas en capitel, que sustenta el entablamento. Sendas ménsulas, con forma de zapatas molduradas, sustentan el dintel en cuyo centro se ubica el escudo familiar. 